# General Motors Building
General Motors Building alternativt General Motors Building at Trump International Plaza är en skyskrapa som ligger mellan Fifth Avenue och Madison Avenue på Manhattan i New York, New York och byggdes mellan 1964 och 1968.
Byggnaden ägs till 60 procent av Boston Properties medan resten ägs av den kinesiska miljardären Zhang Xin och det brasilianska bolaget Safra Group. Skyskrapan används som en kommersiell kontorsfastighet och har hyresgäster som bland annat Corning Inc., Estée Lauder Companies, Glenview Capital Management, LLC, Icahn Enterprises, IMG och Weil, Gotshal & Manges.
Mellan åren 1998 och 2003 ägdes byggnaden av Donald Trump och Conseco. De köpte byggnaden i maj 1998 för 878 miljoner amerikanska dollar och sålde den i augusti 2003 för 1,4 miljarder amerikanska dollar till Macklowe Organizations. Prislappen 1,4 miljarder dollar gör denna affär till det dyraste köpet av en kontorsbyggnad i Nordamerika någonsin.